# Vanilda Leão
Vanilda dos Santos Leão (Rio de Janeiro, 12 de fevereiro de 1977) é uma ex-voleibolista indoor brasileira, e atuou na posição de Ponta. Atualmente atua como jogadora de Vôlei de Praia conquistou a medalha de ouro nos Jogos Mundiais Militares de 2011 no Brasil e a medalha de bronze no Campeonato Mundial Militar de 2014 na Alemanha.

## Carreira
Sua trajetória inicia no voleibol indoor aos onze anos de idade, com passagens pelo pelo:Botafogo F.R , CR Flamengo e PM de de Jaraguá do Sul, sendo federada apenas no último ano da categoria juvenil, e atuava como Ponteira, e seu início no voleibol foi em 1999, quando  foi convidada  pela companheira do time catarinense Kelly , depois dedicou-se integralmente as areias, tendo admiração pela  campeã olímpica Sandra Pires. 
Formou dupla com Sandra Mathias no qualifying do Circuito Brasileiro de 2001 visando o torneio principal do  Grand Slam de Salvador , e demorou dois anos para avançar do torneio qualifying, passando a entrar no torneio principal a partir de 2002, quando disputou ao lado de  Cláudia Oliveira Laciga a etapa de Curitiba no mesmo ano.
No ano de 2002 jogou o Circuito Banco do Brasil Challenger ao lado de Mônica Paludo e conquistaram os títulos das etapas de Campo Grande e Belém, foram vice-campeãs da etapa de Natal e quartas colocadas na etapa de São Luís, conquistando o título geral do circuito challenger.Ao lado de Rejane Cannes disputou a segunda etapa do Circuito Sul-Americano de Vôlei de Praia de 2002, realizada em Macaé, conquistaram a medalha de ouro de forma invicta.
Também conquistou ao lado desta atleta o título do Torneio Internacional da Colômbia de 2002 e  alcançaram a nona colocação no Aberto de Vitória pelo Circuito Mundial de 2002.
No ano de 2003 alcançou com  Gerusa Ferreira o terceiro lugar na etapa de Londrina do Circuito Banco do Brasil disputou a etapa de Aracaju do Circuito Banco do Brasil Challenger e conquistaram o terceiro lugar e foram vice-campeãs na etapa de Natal neste mesmo circuito;  já no Circuito Brasileiro do mesmo ano , ao lado de Gerusa Ferreira disputou as etapas de Fortaleza,  de Cuiabá, também de João Pessoa, disputaram o bronze na etapa do Rio de Janeiroe encerraram na quarta posição.Foram vice-campeãs da etapa de Campos do Circuito Sul-Americano de 2003.
Com Gerusa Ferreira disputaram a etapa de Brasília do Circuito Brasileiro de 2004, foram semifinalistas na etapa de Rondonópolis  e conquistaram o bronze, alcançaram as semifinais na etapa de Ribeirão Preto
finalizando na quarta posição e foi vice-campeã da etapa de Teresina pelo Circuito Banco do Brasil Challenger de 2004 e vice-campeã neste mesmo circuito na etapa de Natal.
Ainda em 2004 disputou o torneio Rainha da Praia  e conquistou sua primeira coroa.Ao lado de Gerusa Ferreira conquistou o vice-campeonato na primeira edição do torneio internacional  Desafio das Rainhas de 2004, disputado nas areias de Ipanema, Rio de Janeiro.No Circuito Mundial de 2004 atuou ao lado de Ana Richa no Aberto de Fortaleza e nesta etapa finalizaram na trigésima terceira colocação e ao lado de Gerusa Ferreira não obteve classificação no Aberto do Rio de Janeiro.
Na temporada de 2005 não competiu pelo Circuito Mundial e ao lado de Alexandra Fonseca atuou pelo Circuito Brasileiro deste ano, alcançando as semifinais na etapa de Recife  e sagraram-se vice-campeãs, foram finalistas na etapa de Rio das Ostras pelo Circuito Banco do Brasil Challengerconquistando o vice-campeonato, além da quarta colocação neste circuito na etapa de Manaus; disputaram também a etapa de Sinop pelo Circuito Brasileiro.
Com Alexandra Fonseca alcançou o título da etapa de Natal pelo Circuito Banco do Brasil Challenger de 2006, também disputaram por este circuito a etapa de Juiz de Fora, a etapa  de Palmas na qual foram terceiras colocadas; já pelo Circuito Brasileiro do mesmo ano atuou ao lado de Maria Elisa Antonelli, conquistando o vice-campeonato na etapa de Brasília, além das quartas colocações obtidas nas etapas de Salvador e de Fortaleza, também encerrando na quarta colocação geral do Circuito Banco do Brasil nesta temporada.
Com Maria Elisa Antonelli disputou o Aberto de Vitória e finalizou na vigésima quinta colocação, etapa válida pelo Circuito Mundial de 2006.E juntas disputaram as etapas do mencionado circuito correspondente a temporada 2007, não obtendo classificação nos Abertos de Espinho  e Kristiansand, obtendo a quadragésima primeira posição no Aberto de Warsaw, a vigésima quinta colocação no Aberto de Marseille, a décima sétima posição no Aberto de Aland, décima terceira colocação no Aberto de Fortaleza; e conquistaram o bronze na etapa Satélite de San Sebastian, o vice-campeonato na etapa Challenger do Chipre, além dos títulos na etapa Challenger de Eboli,  e na etapa Satélite de Vaduz.
Ainda em 2007 competiu no Circuito Suíço de Vôlei de Praia (Coop Tour) conquistando o título da etapa da Basilea e o título  da etapa de Bonn do Circuito Alemão (Smart Beach Tour) no mesmo ano.
No Circuito Brasileiro de 2007 permaneceu ao lado de Maria Elisa Antonelli e competiram nas etapas de Porto Alegre, de Recife, de João Pessoa, de Cabo Frio, de Vila Velha, de Brasília, de Santos; conquistaram o bronze na etapa de Campo Grande e Juiz de Fora e também em Salvador,  obteve a quarta colocação em Londrina e em Maceió.
Pelo Circuito Estadual do Rio de Janeiro, chamado de  Circuito de Vôlei de Praia Verão TIM 2008 atuou  na primeira etapa ao lado  de Érika França, já na segunda etapa competiu ao lado de Maria Elisa, e na terceira ao lado de  Michelle Carvalho , não disputou a quarta etapa.
Em mais uma temporada jogando com Maria Elisa Antonelli, Val disputou etapas do Circuito Mundial de 2008, não obtendo classificação no Aberto de Barcelona e no Grand Slam de Paris  , alcançando a décima sétima colocação no Grand Slam de Klagenfurt ,  também as décimas terceiras colocações nos Abertos de Stare Jablonki  e Phuket  , a nona posição no Grand Slam de Stavanger, as quintas colocações nos Grand Slams de Berlim,Moscou   e Gstaad  , o mesmo resultado obtido nos Abertos de Sanya , Myslowice   e Guarujá , e alcançaram o vice-campeonato no Aberto de Marseille   e o título no Aberto de Kristiansand .
Jogou com Maria Elisa na jornada de 2008 e disputaram novamente o Circuito Suíço, conquistando o bicampeonato da etapa da Basilea, também obtendo o bicampeonato na etapa de Bonn pelo Circuito Alemão do mesmo ano.
Novamente com Maria Elisa disputou o Circuito Banco do Brasil Challenger em 2008 e conquistaram o título da etapa de São LuísCircuito Banco do Brasil de 2008 e ao lado de Maria Elisa disputou as etapas de Foz do Iguaçu, de Brasília, do Guarujá, na qual alcançaram a quinta posição; obtiveram ainda o quarto lugar nas etapas de Xangri-Lá, de Fortaleza, o bronze nas etapas de Florianópolis, de Cáceres, de Camaçari e conquistaram os vice-campeonatos nas etapas de Campo Grandee de Vila Velha,e o título na etapa de Maceió, finalizando na classificação geral e quarto lugar.
No período esportivo seguinte anunciou parceria com Renata Trevisan Ribeiro e neste competiu pelo Circuito Mundial de 2009, não obtendo classificação nos Grand Slams de Gstaad,  Marseille, Klagenfurt e também no Aberto de Stare Jablonki; tendo como melhores resultados: o décimo terceiro lugar no Aberto de Aland, sétimo lugar no Aberto de Osaka, quinto lugar nos Abertos de Brasília, Xangai, Kristiansand,  e Haia,  além do  bronze no Aberto de Seul,   e o vice-campeonato no Grand Slam de Moscou.  
No Circuito Brasileiro de 2009, ao lado de Renata Trevisan, obtive o quarto lugar na etapa de Vitória, sagrou-se vice-campeã da etapa de Balneário Camboriú, de Santa Maria e de Belém, além dos títulos obtidos nas etapas de Curitiba e São José dos Campos e finalizando na quarta colocação geral no circuito.Em virtude da gravidez de Renata Trevisan,  atuou provisoriamente ao lado de Érika França, com esta disputou a etapa de Recifequando finalizaram em nono lugar.
Na temporada de 2009 formou dupla com Ângela Lavalle para disputar Circuito da AVP (Associação de Vôlei Profissional Americana) ou AVP Pro Beach Tour, quando disputaram a etapa de Glendale e finalizaram em sétimo lugar.E disputaram o Desafio Brasi x EUA no mesmo ano.
Compos parceria com Ângela Lavalle para as competições de 2010, competindo nas etapas do Circuito Mundial desta jornada, não se classificando nos Grand Slam de Roma,  Gstaad , Stavanger e Klagenfurt, o mesmo ocorrendo nos Abertos de Aland, e Kristiansand,  além do décimo terceiro lugar no Aberto de Brasília,  as nonas colocações nos Grand Slams de Moscou e Stare Jablonki, mesmo posto obtido no Aberto de Marseille, tendo o sétimo lugar como melhor resultado no circuito, alcançado no Aberto de Seul.
No Circuito Brasileiro de 2010 também disputou etapas com Ângela Lavalle, atuando juntas  na de Uberaba, sendo vice-campeã na etapa de Goiânia; além dos terceiros lugares  nas etapas de São José dos Campos, Vila Velha e Campo grande, finalizando na quarta colocação geral no circuito.
No período seguinte ao lado de  Sandressa Miranda conquistou os títulos das etapas de Itumbiara, Goiás, Brasília, Guarujá,São Paulo, válidas pelo Circuito Estadual Banco do Brasil de 2011, neste mesmo circuito e com a mesma parceira obteve os  vice-campeonatos nas etapas de  Itaúna, Minas Gerais, em São José, Santa Catarina, no Rio de Janeiro; já pelo Circuito Brasileiro de 2011 atuou ao lado de Shaylyn Bedê na conquista do vice-campeonato da etapa de Aracaju<, e os terceiros lugares nas etapas de Salvador, de Maceió, de Fortaleza, além dos quartos lugares obtidos nas etapas de Recife e Santa Maria, na etapa de Vitória ela alcançou sua quingentésima vitória da carreira; além do nono lugar nas etapas do Guarujá, de Balneário Camboriú, disputou as etapas de João Pessoae Curitiba, finalizando na quarta colocação geral no circuito pela quinta vez na carreira.
Com Shaylyn Bedê não alcançou classificação no Aberto de Brasília, etapa válida pelo Circuito Mundial de 2011, eliminadas no country cota.Ela formou dupla com Ângela Lavalle para competir na edição dos Jogos Mundiais Militares de 2011 sediados no Rio de Janeiro, Brasil, e conquistou a medalha de ouro.Ao lado de Shaylyn Bedê conquistou a medalha de ouro na etapa de Asunción, Paraguai,  pelo Circuito Sul-Americano 2011-12.
No Circuito Mundial de 2012 disputou com Shaylyn Bedê o Aberto de Brasília, não obtendo classificação, o mesmo ocorrendo quando jogou com   Maria Clara Salgado nos Grand Slams de Gstaad, Berlim e Klagenfurt.
Ainda em 2012 jogou ao lado de Shaylyn Bedê a etapa de Salvador, pelo Circuito Brasileiro, e conquistaram o vice-campeonato, além de competirem m juntas na etapa de João Pessoa, em Fortaleza.Neste mesmo período também competiu  na etapa de Cuiabá com Maria Clara Salgado no referido circuito; e com Taiana Lima  foi vice-campeã na etapa de Goiânia e quarta colocada na etapa de Curitiba, além de competirem em Campinas e Belo Horizonte; já  ao lado de   Thais Rodrigues conquistou o título da etapa de Brasília pelo Circuito Banco do Brasil Nacional 2012-13.Ao lado de Neide Sabino conquistou o vice-campeonato na etapa de Maceió válida pelo Circuito Banco do Brasil Challenger de 2012.Pela sexta vez consecutiva finaliza em quarto lugar geral do Circuito Brasileiro Banco do Brasil de 2012-13.
Com  Semírames Marins conquistou pelo Circuito Banco do Brasil Challenger de 2013 o vice-campeonato na etapa de Campo Grandee com esta alcançou o quinto lugar na etapa de Sinop, conquistando os títulos da etapa de Teresina ao lado de Ângela Lavalle e na etapa de Aracaju;e com esta formação de dupla conquistou o terceiro lugar na etapa de São Luís, além dos quintos lugares obtidos nas etapas de Vitória, Campinas, São José e Porto Alegre , mais uma vez conquista a quarta colocação geral pelo Circuito Brasileiro 2013-14.E disputando o a etapa de Macaé pelo Circuito Sul-Americano de 2013-14 conquistou o quinto lugar ao lado de Pauline Alves .
Ao lado de Ângela Lavalle, e com a patente de terceiro sargento, Val representou o país na primeira edição do Campeonato Mundial Militar de Vôlei de Praia, sediado em  Warendorf, Alemanha, realizado no período de 21 a 30 de junho de 2014 quando conquistaram a medalha de bronze.
Na edição do SuperPraia A de 2014 obteve a sétima posição formando dupla Ângela Lavalle, e com esta atleta sagrou-se campeã da etapa de Bauru, pelo Circuito Banco do Brasil Challenger, pelo mesmo circuito foram campeãs também na etapa de Campo Grande, bronze na etapa de Ribeirão Preto e quinto lugar na etapa de Rondonópolis.Com Ângela lavelle foi vice-campeã na etapa de Fortaleza pelo Circuito Brasileiro de 2014-15>.
Voltou a competiu pelo Circuito Mundial de 2015, ao lado de Josimari Alves  disputou Aberto do Rio de Janeiro, alcançando a décima nona posição.Com Josemari Alves alcançou a quinta colocação nas etapas de Brasília, Fortaleza, João Pessoa, Contagem, Curitiba, Rio de Janeiro e Belo Horizonte pelo Circuito Brasileiro de 2015-16; também o nono lugar em Goiânia; foram vice-campeãs da etapa de Niterói, além dos títulos nas etapas e Chapecó e Campo Grande, e jogando ao lado de  Camila Bertozzi sagrou-se vice-campeã da etapa de Vitória pelo Circuito Banco do Brasil Challenger 2015. Com Josimari Alves conquistou o ouro na etapa de Ancon, Peru, pelo Circuito Sul-Americano 2015-16, mesmo feito obtido na etapa de Cartagena, Colômbia.
Ao lado de Josimari Alves obteve o nono lugar no Aberto de Fortaleza, o quadragésimo primeiro lugar no Aberto de Vitória e o vigésimo quinto lugar no Aberto de Maceió, etapas validas pelo Circuito Mundial de 2016.No Circuito Banco do Brasil Challenger 2016, conquistou o quinto lugar  na etapa de Jaboatão dos Guararapes ao lado de Renata Trevisan Ribeiro e nona posição na etapa de João Pessoa; além disso foram vice-campeãs na etapa de Cabo Frio no mesmo circuito jogando ao lado de  Izabel Santos.E conquistou com esta parceira conqistou o sétimo lugar na edição do SuperPraia 2016 realizado em João Pessoa.No Circuito Brasileiro Open de 2016-17 alcançou jogando com Renata Trevisan Ribeiro o vice-campeonato na etapa de Campo Grande.

## Títulos e resultados
- Aberto de Kristiansand:2008[10]
- Etapa Challenger de Eboli:2007[10]
- Etapa Satélite de Vaduz:2007[10]
- Grand Slam de Moscou:2009[10]
- Aberto de Marseille:2008[10]
- Etapa Challenger de Chipre:2007[10]
- Aberto de Seul:2009[10]
- Etapa Satélite de San Sebastian:2007[10]
- Etapa da Colômbia Circuito Sul-Americano de Vôlei de Praia:2015-16[1]
- Etapa do Peru do Circuito Sul-Americano de Vôlei de Praia:2015-16[1]
- Etapa do Paraguai do Circuito Sul-Americano de Vôlei de Praia:2011-12[1]
- Etapa do Brasil do Circuito Sul-Americano de Vôlei de Praia:2002[8]
- Etapa do Brasil do Circuito Sul-Americano de Vôlei de Praia:2003[20]
- Torneio Internacional da Colômbia:2002[9]
- Desafio das Rainhas:2004[27]
- Circuito Brasileiro Banco do Brasil:2006[40],2008[98], 2009[115], 2010[137], 2011[155],2012-13[177],2013-14[184]
- Etapa de Chapecó do Circuito Brasileiro Banco do Brasil:2015-16[1]
- Etapa de Campo Grande do Circuito Brasileiro Banco do Brasil:2015-16[1]
- Etapa de Brasília do Circuito Brasileiro Banco do Brasil:2012-13[1]
- Etapa de São José dos Campos do Circuito Brasileiro Banco do Brasil:2009[1]
- Etapa de Curitiba do Circuito Brasileiro Banco do Brasil:2009[1]
- Etapa de Maceió do Circuito Brasileiro Banco do Brasil:2008[1]
- Etapa de Campo Grande do Circuito Brasileiro Banco do Brasil:2008[1] e 2016-17[212]
- Etapa de Niterói do Circuito Brasileiro Banco do Brasil:2015-16[1]
- Etapa de Fortaleza do Circuito Brasileiro Banco do Brasil:2014-15[1]
- Etapa de Goiânia do Circuito Brasileiro Banco do Brasil:2012-13[1]
- Etapa de Salvador do Circuito Brasileiro Banco do Brasil:2012[1]
- Etapa de Aracaju do Circuito Brasileiro Banco do Brasil:2011[1]
- Etapa de Goiânia do Circuito Brasileiro Banco do Brasil:2010[1]
- Etapa de Belém do Circuito Brasileiro Banco do Brasil:2009[1]
- Etapa de Santa Maria do Circuito Brasileiro Banco do Brasil:2009[1]
- Etapa de Balneário Camboriú do Circuito Brasileiro Banco do Brasil:2009[1]
- Etapa de Vila Velha do Circuito Brasileiro Banco do Brasil:2008[1]
- Etapa de Brasília do Circuito Brasileiro Banco do Brasil:2006[36]
- Etapa de Rondonópolis do Circuito Brasileiro Banco do Brasil:2005[29]
- Etapa de São Luís do Circuito Brasileiro Banco do Brasil:2013-14[1]
- Etapa de Maceió do Circuito Brasileiro Banco do Brasil:2011[1]
- Etapa de Fortaleza do Circuito Brasileiro Banco do Brasil:2011[1]
- Etapa de Salvador do Circuito Brasileiro Banco do Brasil:2007[65][62],2011[1]
- Etapa de Campo Grande do Circuito Brasileiro Banco do Brasil:2007[1],2010[1]
- Etapa de Vila Velha  do Circuito Brasileiro Banco do Brasil:2010[1]
- Etapa de São José dos Campos  do Circuito Brasileiro Banco do Brasil:2010[1]
- Etapa de Camaçari do Circuito Brasileiro Banco do Brasil:2008[1]
- Etapa de Cáceres do Circuito Brasileiro Banco do Brasil:2008[1]
- Etapa de Florianópolis do Circuito Brasileiro Banco do Brasil:2008[1]
- Etapa de Juiz de Fora do Circuito Brasileiro Banco do Brasil:2007[1]
- Etapa de Rondonópolis do Circuito Brasileiro Banco do Brasil:2004[23]
- Etapa de Londrina do Circuito Brasileiro Banco do Brasil:2003[11]
- Etapa de Curitiba do Circuito Brasileiro Banco do Brasil:2012-13[65]
- Etapa de Santa Maria do Circuito Brasileiro Banco do Brasil:2011[65]
- Etapa de Recife do Circuito Brasileiro Banco do Brasil:2011[65]
- Etapa de Vitória do Circuito Brasileiro Banco do Brasil:2009[65]
- Etapa de Xangri-Lá do Circuito Brasileiro Banco do Brasil:2008[90]
- Etapa de Londrina do Circuito Brasileiro Banco do Brasil:2007[1]
- Etapa de Fortaleza do Circuito Brasileiro Banco do Brasil:2006[39], 2008[91]
- Etapa de Salvador do Circuito Brasileiro Banco do Brasil:2006[37]
- Etapa de Ribeirão Preto do Circuito Brasileiro Banco do Brasil:2004[25]
- Etapa de Rio de Janeiro do Circuito Brasileiro Banco do Brasil:2003[19]
- Etapa de Basilea do Circuito Suíço de Vôlei de Praia:2007[52],2008[84]
- Etapa de Bonn do Circuito Alemão de Vôlei de Praia:2007[53],2008[85]
- Etapa de Brasília do Circuito Banco do Brasil Nacional:2012-13[1]
- Etapa de Campo Grande do Circuito Brasileiro Banco do Brasil Challenger:2002[1],2014[1]
- Etapa de Bauru do Circuito Brasileiro Banco do Brasil Challenger:2014[180]
- Etapa de Teresina do Circuito Brasileiro Banco do Brasil Challenger:2013[180]
- Etapa de Aracaju do Circuito Brasileiro Banco do Brasil Challenger:2013[1]
- Etapa de São Luís do Circuito Brasileiro Banco do Brasil Challenger:2008[1]
- Etapa de Natal do Circuito Brasileiro Banco do Brasil Challenger:2006[14]
- Etapa de Belém do Circuito Brasileiro Banco do Brasil Challenger:2002[9]
- Etapa de Belém do Circuito Brasileiro Banco do Brasil Challenger:2002[1]
- Etapa de Cabo Frio do Circuito Brasileiro Banco do Brasil Challenger:2016[210]
- Etapa de Vitória do Circuito Brasileiro Banco do Brasil Challenger:2015[1]
- Etapa de Campo Grande do Circuito Brasileiro Banco do Brasil Challenger:2013[178]
- Etapa de Maceió do Circuito Brasileiro Banco do Brasil Challenger:2012[176]
- Etapa de Rio das Ostras do Circuito Brasileiro Banco do Brasil Challenger:2005[31]
- Etapa de Natal do Circuito Brasileiro Banco do Brasil Challenger:2002[9], 2003[14] e 2004[14]
- Etapa de Teresina do Circuito Brasileiro Banco do Brasil Challenger:2004[1]
- Etapa de Palmas do Circuito Brasileiro Banco do Brasil Challenger:2006[35]
- Etapa de Aracaju do Circuito Brasileiro Banco do Brasil Challenger:2003[13]
- Etapa de Manaus do Circuito Brasileiro Banco do Brasil Challenger:2005[32]
- Etapa de São Luís do Circuito Brasileiro Banco do Brasil Challenger:2002[9]
- Etapa o Distrito Federal do Circuito Estadual Banco do Brasil:2011[1]
- Etapa de Goiás do Circuito Estadual Banco do Brasil:2011[1]
- Etapa de São Paulo do Circuito Estadual Banco do Brasil:2011[1]
- Etapa de Santa Catarina do Circuito Estadual Banco do Brasil:2011[142]
- Etapa de Minas Gerais do Circuito Estadual Banco do Brasil:2011[1]
- Etapa de Rio de Janeiro do Circuito Estadual Banco do Brasil:2011[1]
- Etapa do Paraná do Circuito Estadual Banco do Brasil:2011[1]

## Premiações Individuais
- Rainha da Praia de 2004[1]